# Grapsion cavolinii
Grapsion cavolinii är en kräftdjursart som först beskrevs av Fraisse 1878.  Grapsion cavolinii ingår i släktet Grapsion och familjen Entoniscidae. Inga underarter finns listade i Catalogue of Life.